# استبصار إستراتيجي
الاستبصار الإستراتيجي هو مجال الانضباط التخطيطي المتعلق بالدراسات المستقبلية، فدراسة المستقبل في سياق الأعمال قد أصبح النهج ذو الأكثر توجه نحو العمل والذي قد أصبح معروفًا أيضا باسم الاستبصار المؤسسي.

## التعريف والفكرة
الإستراتيجية هي خطة ذات مستوى رفيع تسعى لتحقيق هدف أو أكثر في ظل وجود حاله من الغموض أو عدم اليقين، كما يحدث الاستبصار الإستراتيجي حينما يقوم أي مخطط باستخدام المدخلات الممسوحة ضوئيًا والنبوءات والتنقيب عن حلول مستقبلية بديلة والتحليل والتعقيبات لإنتاج أو تغيير خطط وإجراءات المؤسسة. فيما يلعب ألمخطط الإفتراضي دورًا بارزًا في الاستبصار الإستراتيجي، كذلك نستنتج من المخطط الانسيابي يمين الصفحة عملية تصنيف هذه الظاهرة كمخطط في تقليد المنطق البديهي ويميزها عن العديد من التقنيات الأخرى وأساليب التخطيط.

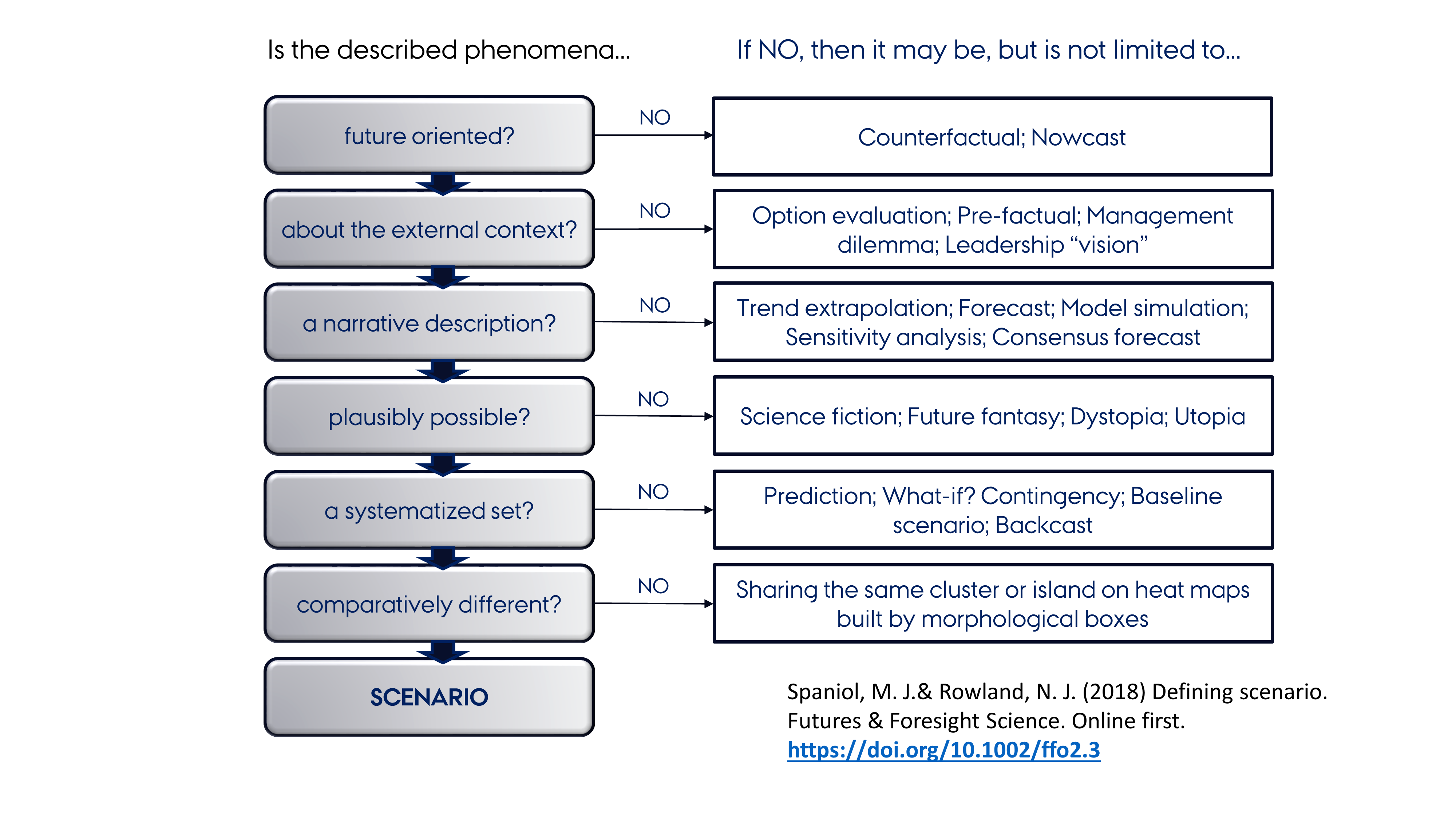
عملية لتصنيف هذه الظاهره كسيناريو في تقليد المنطق البديهي.

عادةً مايتضمن ألتخطيط الإستراتيجيالتحليل، لكن قد لا ينطوي على ألتبصر المكثف في الطريق لوضع وتطوير خطة أو اتخاذ إجراء. بالإضافة إلى ذلك، يعتبر النظر في العقود المسقبليه المحتملة (الخيارات المسقبليه البديلة) والعقود المستقبلية المحتملة (التوقعات والتنبؤات) أمرًا هامًا لتطوير مستقبل مفضل (خطة)، حتى الخطط الذهنيه البسيطة تم وضعها قبل اتخاذ أي إجراء. نستنتج مما سبق ذكره أن مهمة المستبصر الإستراتيجي المحترف هي التأكد من أن المدخلات والتنبؤات والبدائل بكافة انواعها وذات الصلة قد تم أخذها في الاعتبار في عمليات التحليل والتخطيط واتخاذ القرار، وأنه يتم توصيل الخطط بشكل مناسب وأنه عند اتخاذ الإجراءات يكون هناك تعقيب مناسب وبعد إجراء المراجعات لتحسين عملية الإسبصار الإستراتيجي.
الاستبصار الإستراتيجي هو ممارسة متنامية في الاستبصار المؤسسي في الكثير من الشركات الكبيرة. وقد ترتب على ذلك ازدياد استخدامه أيضا في المنظمات الحكومية والغير الربحية. وكما انه خلال السنوات القليلة الماضيه ايضًا قام باحثون ومديرون بتوضيح المزيد حول ما يتعلق بالروابط بين اللاستبصار وإدارة الابتكار
وفي الختام، من الممكن ممارسة الاستبصار الإستراتيجي على عدة مستويات متعددة، بما في ذلك مايلي من المستويات:
1. شخصية - «تحديد أهدافك الشخصية والمهنية والتخطيط للعمل»[12]
2. تنظيمية - «ألقيام بأعمال الغد بشكلٍ أفضل»[13]
3. اجتماعيه - «التحرك نحو الحضارة المقبلة- والتي تقع خلف الهيمنة الحالية للمصالح الفنية / الصناعية / الرأسمالية»[14]

## إقتباسات
- "الإسبتصارالإستراتيجي هو القدرة على تهيئة وإدامة رؤية مسقبلية عالية الجودة متماسكه وعملية، واستخدام الرؤى الناشئة وفق طرق تنظيمية مفيدة، وعلى سبيل المثال الكشف عن الظروف غير المواتيه وجِّه السياسة وضِغ إستراتيجيه واستكشف ألاسواق والمنتجات والخدمات الجديده. في حيث أنها تمثل مزيجًا من الأساليب المستقبلية مع أساليب الإدارة الإستراتيجية.
- (Slaughter (1999), صفحه. 287)[15]